# Świerzawa
Świerzawa é um município da Polônia, na voivodia da Baixa Silésia e no condado de Złotoryja. Estende-se por uma área de 1,76 km², com 2 317 habitantes, segundo os censos de 2016, com uma densidade de 1316 hab/km².